# Емерсън, Лейк енд Палмър
Емерсън Лейк енд Палмър (на английски: Emerson, Lake & Palmer, ELP) е британска прогресив рок група, много популярна през 1970-те години на 20 век. Членовете ѝ са Кийт Емърсън (клавиши), Грег Лейк (китара, бас китара, вокали) и Карл Палмър (ударни, перкусия). Тримата идват съответно от групите „Дъ Найс“, „Кинг Кримсън“ и „Атомик Рустър“. Групата е образувана през 1970 г.
Популярни са с дългите си авторски композиции, повлияни от симфоничната музика и джаза, както и с рок обработките си на произведения от класически композитори. Сред най-известните им песни са „Tarkus“, „Karn Evil 9“, „In The Beginning“, акустичната „Lucky man“, „Jerusalem“ (по едноименното стихотворение на Уилям Блейк).

## История

### 70-те години. Класическите албуми и успех
В края на 1969 г. пианистът Кийт Емерсън и вокалистът и басист Грег Лейк обсъждат възможен общ проект. Двамата се запознават по време на турне на техните групи Дъ Найс и Кинг Кримсън. Скоро след това Дъ Найс се разпада, а Лейк напуска Кинг Кримсън, тъй като не се чувства щастлив в групата. Първоначално за барабанист е поканен Мич Мичъл и дори има слухове за създаване на обща група с Джими Хендрикс. По препоръка на мениджъра на Емерсън Тони Стратън-Смит към групата се присъединява Карл Палмър, свирил в Атомик Рустър и Дъ Крейзи Уърлд ъф Артър Браун.
В най-ранния репертоар на групата попадат адаптации на класически произведения като „Картини от една изложба“ на Модест Мусоргски, „Алегро барбаро“ на Бела Барток, „Blue Rondo à la Turk“ на Дейв Бръбек. През лятото на 1970 г. триото успешно участва на фестивала „Остров Уайт“, посетен от над 600 000 зрители. Вниманието на пресата спомага за подписване на договор със звукозаписната компания E.G. Records.
Така през ноември 1970 г. е издаден едноименният албум на триото, съдържащ 6 композиции. Акустичната балада „Lucky man“, написана от Лейк, когато вокалистът е бил на 12 години, излиза като сингъл е достига до номер 48 в музикалните класации на САЩ. Включена е и адаптацията на „Алегро барбаро“ на Барток под заглавието „The barbarian“. Албумът е представен в турне във Великобритания и Централна Европа.
През януари 1971 г. започват записите на втория албум „Tarkus“. По това време груапта е през разпад, тъй като Лейк не одобрява написания от Емерсън материал и не смята, че 20-минутната заглавна песен трябва да открива албума. Постигнат е консенсус, като към песента „Tarkus“ е добавена композицията на Лейк „Battlefield“. Грег е основен автор на втората част на албума, съдържащ по-кратки песни. „Tarkus“ бива високо оценен и е смятан за един от най-добрите прогресив рок албуми на всички времена.
В края на същата година излиза и концерният албум „Pictures at an Exhibition“, в който групата изпълнява едноименната композиция на Мусоргски. По желание на музикантите албумът излиза след „Tarkus“, за се избегне възприемането на Емерсън, Лейк енд Палмър само като изпълнители на класическа музика.
През юли 1972 г. излиза третият студиен албум на групата „Trilogy“, изцяло по текстове на Грег Лейк и композиран почти изцяло от Емерсън. Албумът носи на групата нови аудитории след турнета в Северна Америка и Япония. Лейк споделя, че това е любимият му албум от дискографията на триото.
В началото на 1973 г. групата създава своята звукозаписна компания Manticore Records и наема изоставено кино за репетиционна. ЕЛП прекарват годината в запис на следващия си албум „Brain Salad Surgery“ с текстове на Питър Зайнфелд и Лейк. Албумът е смятан от мнозина за най-добрият от Емерсън, Лейк и Палмър. 29-минутната композиция „Karn Evil 9“ е най-дългата издавана от групата. „Brain Salad Surgery“ достига второ място в английските класации и 11-то в САЩ. Турнетата през 1973 – 1974 г. са съчетание от виртузоното свирене и шоуто, като групата вози 40 тона апаратура и реквизит. Връх е изявата на фестивала California Jam на 6 април 1974 г. пред 250 000 души. Концертни изпълнения са издадени в лайв албума „Welcome Back, My Friends, to the Show That Never Ends ~ Ladies and Gentlemen“.
След края на турнето групата обявява пауза от 2 години, като през това време Кийт Емерсън се възстановава психически от депресия и злоупотреба с наркотици. Триото се събира отново през 1976 г. и записва два двойни албума под общото название „Works“. Всяка страна на винила съдържа композиции на един от музикантите, а четвъртата е общо произведение. Най-запомняща се е обработката на композицията на Аарън Копланд „Fanfare for the common man“. Първата част на „Works“ се представя добре в музикалните чартове, а турнето е подкрепено от оркестър. По-късно Емерсън ще признае, че това е било грешка поради огромните разходи, а Лейк описва този период като „началото на края на групата“.
През 1978 г. е издаден още един албум – „Love Beach“. Триото се изчерпва откъм идеи за нови композиции и издава по-кратки, поп-ориентирани песни. Албумът се оказва провал откъм комерсиална гледна точка, а нито един от синглите не е възприет от публиката. Групата не обявява официална раздяла, като планираното за 1979 г. прощално турне не се реализира.

### 80-те години. Странични проекти
През 1985 г. Емерсън и Лейк планират събиране на групата, но Карл Палмър е зает с участието си в Ейша. На негово място е поканен бившият барабанист на Рейнбоу Кози Пауъл, като се сформира Емерсън, Лейк енд Пауъл. Триото издава един албум със същото име, като комбинира прогресив рок мотиви с популярното през 80-те хард рок звучене. Сингълът „Touch and Go“ стига до номер 2 в класацията на Билборд „Hot Mainstream Rock Tracks“. На турнето в подкрепа на албума се изпълняват и песни от репертоара на Дъ Найс и Емерсън, Лейк и Палмър.
През 1988 г. Емерсън и Палмър формират с Робърт Бери групата „3“. Този страничен проект също просъществува в рамките на един албум – „To the power of Three“. През 2018 и 2021 г. по инициатива на Бери се издават още два албума с неиздаван по време на съществуването на проекта материал – „The Rules Have Changed“ и „Third Impression“ са издадени под името „3.2“.

### 90-те години и нови албуми
През 1990 г. директорът на Атлантик Мюзик Фил Карсън предлага на Емерсън, Лейк и Палмър да композират музика за филм. Този проект се проваля, но сесиите на триото са ползотворни и се появяват нови музикални идеи. През това време Карсън основава собствена компания – Виктъри мюзик, и подписва договор с групата за два албума. Така през 1992 г. се появява „Black Moon“, който е по-добре възприет в САЩ, отколкото във Великобритания. През 1993 г. излиза още един концертен албум, както и бокс сет с 4 диска с най-доброто от групата.
През 1994 г. е записан последният албум на триото – „In the Hot Seat“. Турнето в негова подкрепа обаче е отложено поради здравословни проблеми на Емерсън и Палмър. Все пак през 1996 г. е проведен тур заедно с Джетро Тъл, а през 1997 г. са дадени 50 концерта по целия свят.
Групата планира нов албум през 1998 г., но спорове около това кой да бъде продуцент провалят тези намерения. Триото се разпада за втори път.

### 2010-те
През септември 2009 г. триото се събира за един концерт по повод 40-ата годишнина на групата. На следващата година Емерсън и Лейк правят съвместно турне с нови версии на някои от хитовете. Въпреки това до пълно събиране не се стига, а тези планове приключват след смъртта на клавириста и вокалиста през 2016 г.

## Дискография
- 1970 – Emerson, Lake and Palmer
- 1971 – Tarkus
- 1972 – Pictures at an Exhibition (на живо)
- 1972 – Trilogy
- 1973 – Brain Salad Surgery
- 1974 – Welcome Back My Friends to the Show That Never Ends... Ladies and Gentlemen, Emerson, Lake & Palmer (на живо; троен)
- 1977 – Works Volume I (двоен)
- 1978 – Works Volume II
- 1978 – Love Beach
- 1979 – In Concert (на живо; по-късно е ремастериран като Works Live)
- 1992 – Black Moon
- 1993 – Live at the Royal Albert Hall (на живо)
- 1993 – The Return of the Manticore (4 disc box set) (четворен)
- 1994 – In the Hot Seat
- 1994 – The best of Emerson, Lake & Palmer
- 1997 – Live at the Isle of Wight Festival 1970 (на живо)